# Тонко
То̀нко (на италиански: Tonco; на пиемонтски: Tonch, Тонк) е село и община в Северна Италия, провинция Асти, регион Пиемонт. Разположено е на 271 m надморска височина. Населението на общината е 911 души (към 2010 г.).